# Fadia Najeeb Thabet
Fadia Najeeb Thabet, född 1985, är en människorättsaktivist från Jemen. 
Fadia Najeeb Thabet arbetade under sex års tid med att ta hand om traumatiserade barn i krigets Jemen. En del av hennes arbete bestod av att förhindra rekryteringen av unga pojkar som barnsoldater till Jemens Al-Qaida-gren Ansar Al Sharia. Hon rapporterade även in bevis för olika övergrepp som begåtts av olika beväpnade grupper som varit delaktiga i inbördeskriget till FN:s säkerhetsråd. 
2016 flyttade hon till USA för studier, och har fortsatt arbetet med att hjälpa barn i krigets Jemen genom American Refugee Committe.
År 2017 tilldelades hon International Women of Courage Award.